# Aleksej Okladnikov

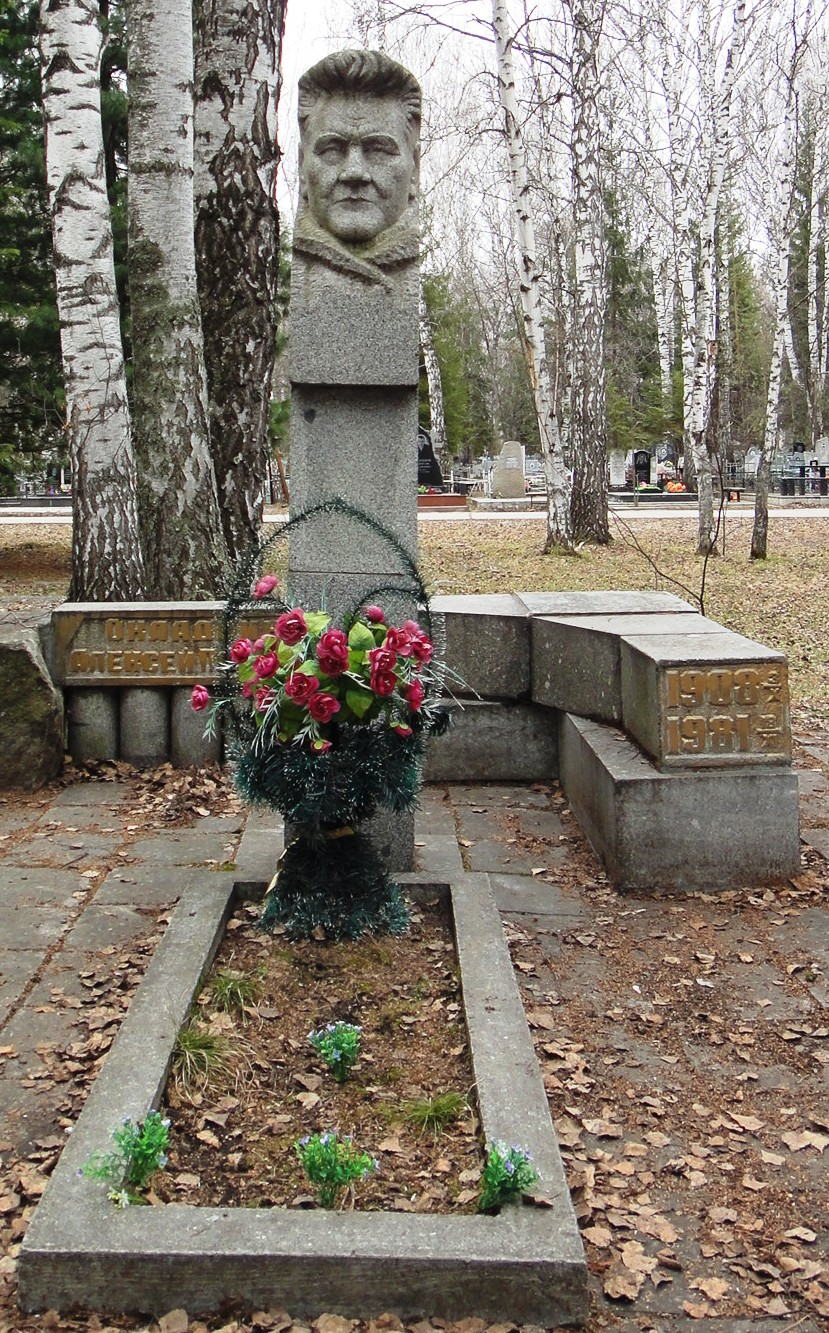
het graf van Okladnikov in Novosibirsk

Aleksej Pavlovitsj Okladnikov (Russisch: Алексе́й Па́влович Окла́дников; Konstantinovka, Gouvernement Irkoetsk, 20 september 1908 – Novosibirsk, 18 november 1981) was een Sovjet-archeoloog, historicus en etnograaf en een expert in de oude culturen van Siberië en de Grote Oceaan. Hij werd in 1968 verkozen tot volwaardig lid van de Academie van Wetenschappen van de Sovjet-Unie en ontving in 1978 de eretitel van  Held van de Socialistische Arbeid.
Okladnikov groeide op in het dorp Birjoelka in Siberië.
Van 1938 tot 1961 werkte Okladnikov bij de afdeling Leningrad van het Archeologisch Instituut van de Sovjet-Academie van Wetenschappen.
Vanaf 1961 was hij hoofd van de afdeling menselijk onderzoek van het Economisch Instituut van de Siberische afdeling van de Sovjet Academie van Wetenschappen.
Na 1966 werd Okladnikov directeur van het Instituut van Geschiedenis, Philologie en Philosophie van de Siberische afdeling van de Sovjet-Academie van Wetenschappen.
Vanaf 1962 was hij professor en hoofd van de afdeling Geschiedenis van de Staatsuniversiteit van Novosibirsk.
Zijn werk omvat onderzoek naar de oude geschiedenis van Siberië, het Russische Verre Oosten, Mongolië en het Midden-Oosten. Hij beschreef tal van culturen uit het Paleolithicum en Neolithicum en de Bronstijd en IJzertijd in Siberië en het Verre Oosten.
A. P. Okladnikov gaf veldstudies in Siberië, het Russische Verre Oosten, Centraal-Azië en Mongolië.
In 1971 overzag hij opgravingen in Zasjiversk en de verplaatsing van de historische kerk Spaso-Zasjiversk naar het openluchtmuseum van Akademgorodok te Novosibirsk.
Hij leidde opgravingen en onderzoek aan overblijfselen van de neanderthalercultuur in Tesjik-Tasj in Oezbekistan, paleolithische overblijfselen in Priamoerje en Mongolië, evenals rotstekeningen aan de oevers van de Lena en de Angara.
In 1945 onderzocht Okladnikov de restanten van een Russische poolexpeditiebasis, in 1617 achtergelaten op de Faddey-eilanden voor de noordoostkust van het schiereiland Tajmyr, waar hij ook andere ontdekkingen deed.
Okladnikov is de auteur van 60 monografieën en rond 1000 artikelen, waarvan vele zijn vertaald in het Duits, Frans, Spaans en Japans. 
Het museum van Chabarovsk werd ter ere van hem het "Okladnikov-museum" genoemd.
- Bibsys: 90115667
- Biblioteca Nacional de España: XX852560
- Bibliothèque nationale de France: cb12395594k (data)
- CiNii: DA07061728
- Gemeinsame Normdatei: 124462324
- International Standard Name Identifier: 0000 0000 8180 4895
- Library of Congress Control Number: n80104168
- Nationale Bibliotheek van Letland: 000169869
- Bibliotheek van het Japanse parlement: 00451698
- Nationale Bibliotheek van Tsjechië: jx20041123006
- Nationale bibliotheek van Australië: 36060639
- Nationale Bibliotheek van Israël: 987007306631005171
- Nationale en Universitaire bibliotheek Zagreb: 000181294
- Nederlandse Thesaurus van Auteursnamen: 068938926
- Réseau des bibliothèques de Suisse occidentale: 02-A013502940
- Istituto Centrale per il Catalogo Unico: MILV053003
- LIBRIS: 81359
- Système universitaire de documentation: 033050228
- Union List of Artist Names: 500323402
- Virtual International Authority File: 112911482
- WorldCat: E39PBJccfHYJG73Ybky6WKFYfq